# Vampyroteuthidae
Vampyroteuthidae is een familie van weekdieren uit de klasse der Cephalopoda (inktvissen). 

## Geslacht
- Vampyroteuthis Chun, 1903

### Synoniemen
- Danateuthis Joubin, 1929 => Vampyroteuthis Chun, 1903
- Hansenoteuthis Joubin, 1929 => Vampyroteuthis Chun, 1903
- Hymenoteuthis Thiele, 1916 => Vampyroteuthis Chun, 1903
- Melanoteuthis Joubin, 1912 => Vampyroteuthis Chun, 1903
- Retroteuthis Joubin, 1929 => Vampyroteuthis Chun, 1903
- Watasella Sasaki, 1920 => Vampyroteuthis Chun, 1903